# Tinytrema kangaroo
Tinytrema kangaroo är en spindelart som beskrevs av Norman I. Platnick 2002. Tinytrema kangaroo ingår i släktet Tinytrema och familjen Trochanteriidae.
Artens utbredningsområde är Victoria, Australien. Inga underarter finns listade i Catalogue of Life.